# HMP Wandsworth
HMP Wandsworth – męskie więzienie kategorii B w Wandsworth, dzielnicy Londynu, przeznaczone głównie dla skazanych przez sądy londyńskie. Jest obecnie największym zakładem karnym w Wielkiej Brytanii, w którym karę może odbywać jednocześnie do 1877 skazanych. Jest zakładem, w którym więźniowie-cudzoziemcy oczekują na ekstradycję.

## Więzienie
Kompleks HMP Wandsworth obejmuje: budynek główny z sześcioma skrzydłami skierowanymi do środka, trójskrzydłowy budynek Trinity Unit oraz budynki gospodarcze. Podział głównego budynku na skrzydła wygląda następująco:
- skrzydła A i B – ogólne
- skrzydło C – więźniowie szczególnej opieki (m.in. przestępcy seksualni)
- skrzydło D – więźniowie uzależnieni od narkotyków
- skrzydło E – cele pierwszej nocy, cele okresu wstępnego, cele kar wewnętrznych

Przy więzieniu działa niewielkie muzeum HMP Wandsworth. 

## Historia
Zbudowane w roku 1851 więzienie początkowo nosiło nazwę Surrey House of Correction. Zakład założono na planie gwiazdy – wzniesiono sześć budynków zbiegających się w jednym miejscu, co miało ułatwić obsługę 700 pojedynczych cel. Każda cela wyposażona była w toaletę, które później zlikwidowano dla powiększenia pojemności więzienia. Toalety zastąpiły wiadra, które zlikwidowano dopiero w roku 1996. 
W HMP Wandsworth w okresie 1878–1961 wykonywano wyroki śmierci przez powieszenie, w sumie straciło tu życie 135 więźniów, w tym jedna kobieta. Wśród więźniów powieszonych w XX wieku było 117 zabójców, 10 szpiegów i kilku zdrajców. 
W 1965 roku HMP Wandsworth więziło uczestników napadu stulecia, w tym skazanego na 30 lat Ronnie Biggsa. Biggs uciekł z więzienia podczas codziennego spaceru, przy użyciu drabiny, która pomogła sforsować mu trzymetrowy mur. Akcja była przygotowana, z drugiej strony muru na Biggsa czekał samochód. Mimo szeroko zakrojonej niemal natychmiastowej akcji poszukiwawczej Biggsa nie pojmano. 
W więzieniu w Wandsworth przebywali również m.in. Oscar Wilde, James Earl Ray – zabójca Martina Luthera Kinga oraz skazany za pedofilię wokalista glam rockowy Gary Glitter.
HMP Wandsworth uznawane jest za jedno z mniej bezpiecznych więzień Wielkiej Brytanii, przepełnione i z poważnymi brakami kadrowymi. Więzienie zmaga się z problemem narkotyków i samobójstwami wśród więźniów; tylko w latach 2012–2014 zmarło tu 15 osób, w tym 7 z powodu ran samobójczych. Obecnie zakład karny w Wandsworth przechodzi serię przekształceń systemowych, jako jedno z sześciu więzień programu pilotażowego. Celem jest ograniczenie recydywy.